# Economia Extrativista da Atenção
A Economia Extrativista de Atenção (Extrativismo de Atenção ou Mercado Extrativista da Atenção) refere-se a uma abordagem comercial que utiliza tecnologia e conhecimentos neurocientíficos para capturar e reter a atenção dos usuários de forma intensiva, visando extrair o máximo desse recurso. Ao contrário de formas tradicionais de monetização que sempre existiram na Economia da Atenção, como anúncios em jornais e programas de TV, a Economia Extrativista de Atenção utiliza técnicas avançadas capazes de interromper e criar adaptações personalizadas gerenciadas por Inteligência Artificial para maximizar a retenção de atenção dos usuários em plataformas digitais.
Essa abordagem vai além do simples monetizar da atenção; ela busca criar uma dependência, muitas vezes explorando aspectos psicológicos e neurobiológicos para manter as pessoas engajadas de maneira contínua. As plataformas digitais, ao agirem como intermediárias, transformam os usuários em produtos, pois sua atenção se torna a mercadoria valiosa que é vendida a anunciantes e outros interessados. Como declarou Sean Parker, primeiro presidente do Facebook:
“O processo de desenvolvimento foi resumido em: como podemos consumir o máximo do seu tempo e atenção consciente? Através, por exemplo, de ciclos de feedback de validação social estamos explorando uma vulnerabilidade na psicologia humana... Nós entendíamos isso, conscientemente, e resolvemos fazer mesmo assim.”
O Mercado Extrativista de Atenção é frequentemente associado à dependência da internet, impactando a saúde mental e o bem-estar dos usuários - além de ter consequências globais.  Estratégias como notificações constantes, design de interfaces viciantes, manipulação de dopamina e personalização de experiência são empregados para manter as pessoas envolvidas, muitas vezes além do que seria saudável ou desejado por elas. Essa prática levanta preocupações éticas e tem gerado debates sobre a responsabilidade das empresas de tecnologia em relação aos efeitos colaterais do uso excessivo de suas plataformas. Consequências que, somadas, são chamadas de Rebaixamento Humano.

## Consequência: Rebaixamento Humano
O termo "Rebaixamento Humano" foi cunhado por Tristan Harris, ativista pioneiro de direitos à atenção e autonomia no cenário digital. O termo se trata da soma das consequências negativas observadas do extrativismo de atenção, consequências que afetam tanto na escala individual quanto global.